# 24048 Педродуке
24048 Педродуке (24048 Pedroduque) — астероїд головного поясу, відкритий 10 жовтня 1999 року.
Тіссеранів параметр щодо Юпітера — 3,450.
Названо на честь іспанського астронавта Педро Дуке (ісп. Pedro Francisco Duque нар. 1963). У 1998 році літав як фахівець польоту місії на Space Shuttle Discovery STS-95.